# Белльсунн
Бе́лльсунн (норв. Bellsund) — узкий залив длиной 20 км, расположенный на западном побережье острова Западный Шпицберген на норвежском архипелаге Шпицберген.

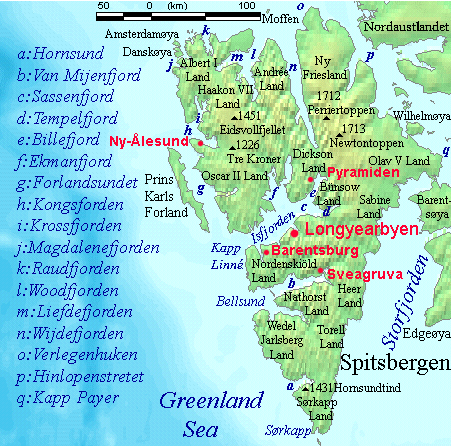
Белльсунн расположен на западном побережье о. Западный Шпицберген

## История
Белльсунн был впервые открыт Виллемом Баренцем в 1596 году. Он назвал его просто Inwyck (узкий пролив). В 1610 году английский исследователь Йонас Поль (англ. Jonas Poole) исследовал Белльсунн и дал фьорду название, которое существует до сих пор. Он назвал его в честь колоколообразной горы, расположенной неподалёку. В 1612 году голландский мореплаватель Виллем Корнелиц ван Мёйден был первым, кто пытался здесь ловить китов, но он не был очень успешен, так как в составе его команды не было баскских китобоев. В 1613 году баскские, голландские и французские китобойные судна прибыли в Белльсунн, однако были вынуждены отступить из-за присутствия вооружённых английских судов или платить им штраф.
В 1614 году голландцы согласились передать Белльсунн Англии, но только на один сезон. В 1615 году голландцы построили первую полупостоянную китобойную станцию на Западном Шпицбергене в устье Решерш-фьорда, на южном берегу Белльсунна. В 1626 эта станция была повреждена китобоями из Йорка и Халла, которые плыли на их китобойную станцию в Мидтерхукхамну, как раз напротив входа в Ван-Кёлен-фьорд.